# Ricky Phillips
Ricky Lynn Phillips (Mount Pleasant, 7 ottobre 1953) è un bassista statunitense, principalmente noto per essere stato membro dei The Babys e Bad English, ed attuale bassista degli Styx. Famoso turnista, ha collaborato anche con molti altri artisti tra cui Ted Nugent, Eddie Money, David Coverdale, Angel, Montrose, House of Lords.

## Discografia

### Con i The Babys
- Union Jacks (1980)
- On the Edge (1980)

### Con i Bad English
- Bad English (1989)
- Backlash (1991)

### Con gli Styx
- Big Bang Theory (2005)
- One with Everything: Styx and the Contemporary Youth Orchestra (2006)
- The Grand Illusion, Pieces of Eight Live (2012)
- Live at the Orleans Arena Las Vegas (2015)
- The Mission (2017)

### Altri album
- Colonna sonora - Terminator (1984)
- Ted Nugent - Little Miss Dangerous (1986)
- Eddie Money - Nothing to Lose (1988)
- Coverdale•Page - Coverdale•Page (1993)
- Bobby Kimball - Rise Up (1994)
- Eddie Money - Love and Money (1995)
- Frederiksen/Phillips - Frederiksen/Phillips (1995)
- Lenita Erickson - Lenita Erickson (1996)
- Unruly Child - Waiting for the Sun (1998)
- Fergie Frederiksen - Equilibrium (1999)
- David Glen Eisley - Stranger From The Past (2000)
- Firefly - After the Fire (2000)
- Elements of Friction - Elements of Friction (2001)
- House of Lords - The Power and the Myth (2004)
- Jeff Scott Soto - Believe in Me (2004)
- Bruce Turgon - Outside Looking In (2005)

### Tribute album
- Thunderbolt: A Tribute To AC/DC (1998)
- Bat Head Soup: A Tribute to Ozzy (2000)